# Grup de simetria

Un tetràedre es pot col·locar en 12 posicions diferents aplicant-li una sola rotació. Aquestes s'il·lustren al damunt en el format d'un graf de dels cicles, amb rotacions de 180° entorn d'una aresta (fletxes blaves) i de 120° entorn d'un vèrtex (fletxes vermelles) que permuten el tetraèdre a través de les diverses posicions. Les 12 rotacions formen el grup (de simetria) de rotació de la figura.

El grup de simetria d'un objecte (imatge, senyal, etcètera) és el grup de totes les isometries sota les quals és invariant amb l'operació de composició de funcions. És un subgrup del grup d'isometries de l'espai en qüestió. Si no es diu el contrari, en l'article es consideraran els grups de simetria en la geometria euclidiana, però el concepte també es pot estudiar en contexts més amplis; vegeu més avall.
Els "objectes" poden ser figures geomètriques, imatges i patrons repetitius, com ara els dibuixos de paper d'empaperar. La definició es pot fer més precisa especificant què és el que s'entén per imatge o dibuix; per exemple, una funció de posició amb valors en un conjunt de colors. Per a la simetria d'objectes físics, també es pot voler tenir en compte la composició física. El grup d'isometries de l'espai dona lloc a una acció de grup sobre els objectes de l'espai.
Un grup de simetria també s'anomena a vegades grup de simetria complet per emfatitzar que inclou les isometries que inverteixen l'orientació (com reflexions, reflexions amb lliscament i rotacions impròpies) sota les quals la figura queda invariable. El subgrup de les isometries que conserven l'orientació (és a dir, translacions, rotacions, i composicions d'aquests) s'anomena grup de simetria propi. El grup de simetria propi d'un objecte és igual al seu grup de simetria complet si i només si l'objecte és quiral (i per tant no hi ha cap isometria que inverteixi l'orientació sota la qual l'objecte sigui invariable).
Tot grup de simetria tal que els seus elements tenen un punt fix comú (que es compleix per a tots els grups de simetria finits i també per als grups de simetria de figures afitades) es pot representar com a subgrup del grup ortogonal O(n) escollint l'origen de forma que sigui el punt fix. Llavors, el grup de simetria propi és un subgrup del grup ortogonal especial SO(n), i per això també s'anomena grup de rotació de la figura.
Els grups de simetria discrets són de tres tipus: (1) grups de punts de simetria finits, que inclouen només les rotacions, les reflexions, les inversions i les roto-inversions - són de fet només els subgrups finits de O(n), (2) grups reticulats infinits, que inclouen només les translacions, i (3) grups espacials infinits, els elements dels quals combinen els dos tipus precedents, i també poden incloure transformacions extres. Hi ha també grups de simetria continus, que contenen rotacions d'angles arbitràriament petits o translacions de distàncies arbitràriament petites. El grup de totes les simetries d'una esfera O(3) és un exemple d'aquest tipus, i en general aquests grups de simetria continus s'estudien com grups de Lie. A una categorització dels subgrups del grup euclidià li correspon una categorització dels grups de simetria.
Es considera que dues figures geomètriques tenen el mateix tipus de simetria si els seus grups de simetria són subgrups conjugats del grup euclidià E(n) (el grup d'isometries de Rn), on dos subgrups H1, H₂ d'un grup G són conjugats si existeix g ∈ G tal que H1=g-1H₂g. Per exemple: 
- Dues figures 3D que tinguin simetria especular però respecte de diferents plans especulars.
- Dues figures 3D que tinguin simetria rotacional d'ordre 3 però respecte d'eixos de rotació diferents.
- Patrons 2D amb simetria de translació, cadascun en una direcció; els dos vectors de translació tenen la mateixa longitud, però cadascun una direcció diferent.

En estudiar els grups d'isometria, es pot restringir a aquells on per a tots els punts el conjunt d'imatges sota les isometries són tancades topològicament. Això exclou per exemple en 1D el grup de translacions d'una distància igual a un nombre racional. Amb aquest grup de simetria és impossible dissenyar una "figura" que sigui homogènia amb un nivell de detall arbitràriament fi, sense que sigui realment homogènia.

## Una dimensió
Els grups d'isometries en una dimensió per als quals el conjunt de les imatges és tancat són: 
- el grup trivial C1
- els grups de dos elements generats per reflexió d'un punt; són isomorfs amb C₂
- els grups discrets finits generats per una translació; són isomorfs amb Z
- els grups discrets finits generats per una translació i una reflexió en un punt; són isomorfs amb el grup díèdric generalitzat de Z, Dih(Z), notat també D∞ (que és un producte semidirecte de Z i C₂).
- El grup generat per totes les translacions (isomorf amb R); aquest grup no pot ser el grup de simetria d'un patró repetitiu, ja que serà homogeni i, per tant, també admetrà les reflexions. En canvi, un cos de vectors unidimensional uniforme té aquest grup de simetria.
- El grup generat per totes les translacions i reflexions en punts; és isomorf amb el grup dièdric generalitzat de R, Dih(R).

## Dues dimensions
Els grups de simetria de punts discrets en un espai bidimensional són els següents (tret d'equivalències per conjugació): 
- Els grups cíclics C1, C₂, C₃, C₄... on Cn està constituït per totes les rotacions entorn d'un punt fix un angle múltiple de 360°/n.
- Els grups dièdrics D1, D₂, D₃, D₄... on Dn (d'ordre 2n) està constituït per les rotacions de Cn i les reflexions de n eixos que passen pel punt fixat.

C1 és el grup trivial que conté només l'operació identitat, que apareix quan la figura no té cap simetria, per exemple, la lletra F; C₂ és el grup de simetria de la lletra Z; C₃, el d'una trisquela; C₄ el d'una esvàstica i C₅, C₆, etc., són els grups de simetria de les figures similars a l'esvàstica amb cinc, sis braços en comptes de quatre.
D1 és el grup amb dos elements que conté l'operació identitat i una única reflexió, que passa quan la figura té un únic eix de simetria bilateral; per exemple, la lletra A; D₂, que és isomorf al grup de Klein, és el grup de simetria d'un rectangle no equilàter, i D₃, D₄, etc. són els grups de simetria dels polígons regulars.
Els grups de simetria concrets en cadascun d'aquests dos casos tenen dos graus de llibertat per definir la posició del centre de rotació, i en el cas del grups dièdrics, un més per a les posicions dels miralls.
La resta de grups d'isometria en 2D amb un punt fix, on per a tots els punts el conjunt de les imatges per les isometries és topològicament tancat, són: 
- El grup ortogonal especial SO(2) consisteix en totes les rotacions entorn d'un punt fix; per tant, s'anomena el grup circular S¹, el grup multiplicatiu dels nombres complexos de mòdul 1. És el grup de simetria "propi" d'una circumferència i l'equivalent continu de Cn. No hi ha cap figura que tingui un grup de simetria circular "complet", perquè es pot aplicar a un camp vectorial (vegeu el cas de 3D més avall).
- El grup ortogonal O(2) constituït per totes les rotacions al voltant d'un punt fixat i les reflexions respecte d'un eix qualsevol que passi a través d'aquest punt fixat. És el grup de simetria d'un cercle. També s'anomena Dih(S1) com és el grup dièdric generalitzat de S1.

Per a les figures no limitades, els grups d'isometria suplementaris poden incloure les translacions. Els que són tancats són:
- els 7 grups de fris;
- els 17 grups de paper d'empaperar;
- per a cada grup de simetria en 1D, la combinació de totes les simetries en aquest grup en una direcció, i el grup de totes les translacions en la direcció perpendicular.

## Tres dimensions
Tret d'equivalències per conjugació, el conjunt dels grups de punts 3D està constituït per 7 sèries infinites i unes altres 7 de separades. En cristal·lografia, es restringeixen perquè siguin compatibles amb les simetries discretes de translació d'una xarxa cristal·lina. Aquesta cristal·logràfica de les famílies infinites dels grups generals de punts dona com a resultat 32 grups de punts cristal·logràfics (27 a partir de les 7 sèries infinites i 5 dels 7 altres). Els grups de simetria contínua amb un punt fix inclouen:
- simetria cilíndrica sense cap pla de simetria perpendicular a l'eix; això sovint s'aplica per exemple al cas d'una ampolla;
- la simetria cilíndrica amb una simetria plana perpendicular a l'eix;
- la simetria esfèrica.

Per als objectes i els camps escalars, la simetria cilíndrica té plans verticals de reflexió. Però aquest no és pas el cas per als camps de vectors: en coordenades cilíndriques respecte a un cert eix, 
{\displaystyle \mathbf {A} =A_{\rho }{\boldsymbol {\hat {\rho }}}+A_{\phi }{\boldsymbol {\hat {\phi }}}+A_{z}{\boldsymbol {\hat {z}}}} té una simetria cilíndrica que conserva l'eix si i només si {\displaystyle A_{\rho },A_{\phi },} i {\displaystyle A_{z}} tenen aquesta simetria, és a dir si no depenen de φ. A més, existeix una simetria de reflexió si i només si {\displaystyle A_{\phi }=0}.
Per a la simetria esfèrica no hi ha aquesta distinció que implica sempre els plans de reflexió. Els grups de simetria continua sense un punt fix inclouen aquells que tenen un eix helicoidal, com ara una hèlix infinita. Vegeu també subgrups del grup euclidià.

## Grups de simetria en general
En contextos més amplis, un grup de simetria pot ser tota mena de grup de transformació, o grup d'automorfismes. Una vegada es coneix quina mena d'estructura matemàtica es té, cal ser capaç de determinar quines funcions conserven l'estructura. Inversament, precisant la simetria, es pot definir l'estructura (o almenys aclarir el que s'entén per un invariant) del llenguatge geomètric amb el qual es parla; és una manera de veure el programa d'Erlangen.
Per exemple, els grups d'automorfismes de certs models de geometries finites no són "grups de simetria" en el sentit usual, encara que conservin la simetria. Ho fan conservant les famílies de punts més que no pas els punts o els "objectes" mateixos.
Com abans, el grup d'automorfismes de l'espai indueix una acció de grup sobre els objectes que conté.
Per a una figura geomètrica donada en un espai geomètric donat, es planteja la relació d'equivalència següent: dos automorfismes de l'espai són equivalents si i només si les dues imatges de la figura són les mateixes (aquí "el mateix" no vol dir quelcom semblant com per exemple "el mateix tret d'una rotació i una translació", sinó que significa "exactament el mateix"). Llavors, la classe d'equivalència de la identitat és el grup de simetria de la figura i cada classe d'equivalència correspon a una versió isomorfa de la figura.
Existeix una bijecció entre cada parell de classes d'equivalència: l'invers d'un representant de la primera classe d'equivalència compost amb un representant de la segona.
En el cas d'un grup d'automorfismes finit de tot l'espai, el seu ordre és l'ordre del grup de simetria de la figura multiplicat pel nombre de versions isomorfes de la figura.
Exemples:
- Isometries del pla euclidià. La figura és un rectangle: existeix una infinitat de classes d'equivalència i cadascuna conté 4 isometries.
- L'espai és un cub amb una mètrica euclidiana; les figures inclouen els cubs de la mateixa mida que l'espai, amb colors o patrons repetitius sobre les cares; els automorfismes de l'espai són les 48 isometries; la figura és un cub una cara del qual té un color diferent; la figura té un grup de simetria de 8 isometries i existeixen 6 classes d'equivalència de 8 isometries, per a 6 versions isomorfes de la figura. Compareu amb el Teorema de Lagrange i la seva demostració.